# Euselasia rufomarginata
Euselasia rufomarginata is een vlindersoort uit de familie van de prachtvlinders (Riodinidae), onderfamilie Euselasiinae.
Euselasia rufomarginata werd in 2004 beschreven door Hall, J & Harvey.